# Organizacja Sathya Sai
Organizacja Sathya Sai – organizacja mająca na cele krzewienie nauk moralnych Sathya Sai Baby oraz przekazu religii objawionych. Została założona z inspiracji zwolenników nauk Sathya Sai Baby w 1965 w celu uczczenia jego 40 urodzin oraz koordynacji działań jego zwolenników poza granicami Indii. Jej prezesem jest obecnie Michael Goldstein. Ma strukturę międzynarodową i sześć milionów członków. W większości krajach nie ma statusu prawnego, gdyż nie jest związkiem wyznaniowym.

## Cele
Według członków Organizacji Sathya Sai, jej celem, jest ogólnie mówiąc zgłębianie nauk duchowych Sathya Sai Baby oraz przekazu religii objawionych (głównie chrześcijaństwa, islamu, hinduizmu, buddyzmu i zaratusztrianizmu). Organizacja Sathya Sai wymienia także trzy bardziej doprecyzowane cele jej istnienia:
1. Pomoc ludziom, aby urzeczywistnili Boga w swoim życiu i kierowali się Boską miłością.
2. Dążenie do stanu, w którym wszystkie relacje międzyludzkie oparte będą na pięciu Wartościach Ludzkich nauczanych przez Sathya Sai Babę: miłości (prema), pokoju (shanti), prawdzie (sathya), właściwym postępowaniu (dharma) i niekrzywdzeniu (ahimsa).
3. Pogłębianie wiary u członków różnych religii.

## Struktura
Na czele Organizacji Sathya Sai stoi Rada Centralna Międzynarodowej Organizacji Sathya Sai, mianowana przez Sathya Sai Babę i bezpośrednio mu podlegająca. Jej siedziba znajduje się w Prasanthi Nilayam, w Puttaparthi, w stanie Andhra Pradesh w Indiach. W jej obrębie działa Główne Biuro Organizacji.
Organizacja Sathya Sai dzieli się na pięć stref geograficznych, a te z kolei na podległe strefom regiony. Regionów jest w sumie 21. Na czele każdej strefy stoi koordynator strefy, a na czele każdego regionu, podległy koordynatorowi strefy koordynator regionu. Podział ten wygląda następująco:
- Strefa I
  - Region 1 obejmujący wschodnie wybrzeże USA bez Portoryko
  - Region 2 obejmujący zachodnie wybrzeże USA i Izrael
  - Region 4 obejmujący całość Kanady
  - Region 5 obejmujący Karaiby

- Strefa II:
  - Region 6 obejmujący Amerykę Łacińską oraz Portoryko, bez Argentyny
  - Region 7 obejmujący Argentynę

- Strefa III:
  - Region 8 obejmujący Australię, Papuę i Nową Gwineę
  - Region 9 obejmujący Nową Zelandię, Fidżi i wyspy Pacyfiku
  - Region 10 obejmujący południowy Daleki Wschód
  - Region 11 obejmujący środkowy Daleki Wschód
  - Region 12 obejmujący północny Daleki Wschód
  - Region 13 obejmujący Cejlon

- Strefa IV:
  - Region 3 obejmujący Europę południową
  - Region 14 obejmujący Europę północną
  - Region 15 obejmujący Europę środkową i wschodnią
  - Region 16 obejmujący Rosję oraz wszystkie kraje rosyjskojęzyczne

- Strefa V:
  - Region 17 obejmujący Londyn
  - Region 18 obejmujący Wielką Brytanię (oprócz Londynu)
  - Region 19 obejmuje Afrykę południową oprócz Zambii i Mauritiusa
  - Region 20 obejmuje Afrykę północną, Zambię i Mauritius
  - Region 21 obejmuje Bliski Wschód i Zatokę Perską

Każdemu koordynatorowi regionu podlegają struktury Organizacji Sathya Sai w krajach należących do tego regionu. Na czele Organizacji Sathya Sai w każdym kraju stoi Rada Centralna (jeżeli w danym kraju istnieje przynajmniej dziesięć ośrodków Organizacji Sathya Sai) lub Komitet Koordynacyjny (jeżeli w danym kraju liczba ośrodków Organizacji Sathya Sai jest mniejsza niż dziesięć oraz liczba łączna liczba grup i ośrodków wynosi przynajmniej trzy). W Radzie Centralnej lub Komitecie Koordynacyjnym zasiadają liderzy ośrodków oraz przedstawiciele grup (każdy przedstawiciel grup reprezentuje trzy grupy).
Na niższym szczeblu znajdują się grupy i ośrodki Sathya Sai. Grupa Sathya Sai powstaje wtedy, gdy liczba jej członków wynosi przynajmniej dwie osoby, a nie więcej niż osiem osób. O ośrodku Sathya Sai mówi się wtedy, gdy liczba jego członków przekracza osiem osób oraz gdy jego członkowie deklarują chęć działania we wszystkich trzech gałęziach Organizacji Sathya Sai (duchowej, służebnej i edukacyjnej).

## Historia
Organizacja Sathya Sai powstała w 1966 roku (w dniu 40. urodzin Sathya Sai Baby). Jej członkowie, na podstawie wygłoszonych w tym dniu słów Sai Baby, opracowali Dziewięciopunktowy Kodeks Postępowania i Dziesięć Zasad, którymi (ich zdaniem) powinni się kierować. W 1968 roku odbyła się Pierwsza Światowa Konferencja Organizacji Sathya Sai, na której spotkali się jej przedstawiciele. Druga Światowa Konferencja odbyła się w 1975 roku, a trzecia w 1980. W 1981 roku w Prasanthi Nilayam otwarto Budynek Administracji Organizacji Sathya Sai. W 1983 roku odbył się światowy zjazd działaczy Sai Sewa Dal (członków Organizacji prowadzących działalność charytatywną). W 1894 roku miał miejsce światowy zjazd dzieci uczonych w programie Bal Wikas (wersji programu Wychowanie w wartościach ludzkich dla uczniów szkół podstawowych). W 1895 roku odbyła się Czwarta Światowa Konferencja Organizacji Sathya Sai. Piąta miała miejsce w 1990 roku.

## Działalność i zwyczaje
Działalność grup i ośrodków Organizacji Sathya Sai dzieli się na trzy gałęzie: duchową, edukacyjną i służebną. Pierwsza polega na wspólnym zgłębianiu nauk Sathya Sai Baby oraz wielkich religii objawionych, modlitwach, medytacjach, śpiewaniu bhadżanów i obchodzeniu świąt religijnych. Druga polega na organizowaniu spotkań dla młodzieży, rodziców i nauczycieli, podczas których propaguje się nauki i filozofię moralną Sathya Sai Baby oraz program edukacyjny „Wychowanie w wartościach ludzkich”. W skład trzeciej wchodzą prace społeczne, pomoc ubogim, chorym, sierotom.
Wśród członków Organizacji Sathya Sai powszechne jest używanie zwrotu "Sai Ram" jako przywitanie, czasem też pożegnanie czy podziękowanie.

### Stowarzyszenie Sathya Sai
W Polskiej Organizacji Sathya Sai istnieje jeden oddział zwany Stowarzyszeniem Sathya Sai. Zajmuje się on wydawaniem książek, kwartalnika "Sai Ram", płyt, kaset, ulotek poświęconych życiu i naukom Sathya Sai Baby.

## Warunki członkostwa
Przynależność do Organizacji Sathya Sai jest bezpłatna. Członkiem Organizacji Sathya Sai może zostać każda osoba, która uczestniczyła w spotkaniach Organizacji Sathya Sai, w swoim ośrodku lub grupie, przez przynajmniej sześć miesięcy. Musi podpisać deklarację członkowską. Każde dołączenie do Organizacji Sathya Sai potwierdzane jest przez Komitet Koordynacyjny lub Radę Centralną Organizacji Sathya Sai. Ważna jest ona tylko na dwa lata (i po tym okresie można ją odnowić). Członkostwo do Organizacji Sathya Sai może być odebrane w przypadkach ekstremalnych.
Przynależność do Organizacji Sathya Sai w jednym kraju jest równoznaczne z przynależnością do międzynarodowej Organizacji Sathya Sai.

## Obowiązujące reguły
Wszystkich członków Organizacji Sathya Sai obowiązuje następujący Dziewięciopunktowy Kodeks Postępowania:
1. Codzienne modlitwa i medytacja
2. Modlitwa/śpiew religijny z członkami rodziny raz w tygodniu
3. Uczestnictwo w programach edukacyjnych Organizacji dla dzieci
4. Uczestnictwo przynajmniej raz w miesiącu w programie religijnym Organizacji
5. Uczestnictwo w służbie społeczeństwu oraz innych programach Organizacji
6. Regularne czytanie literatury Sai
7. Wprowadzanie w życie reguły "sufit [granica] na pragnieniach"
8. Spokojne i życzliwe rozmawianie z każdą osobą
9. Zakaz obmawiania innych, szczególnie podczas ich nieobecności

Powinni również się stosować do Dziesięciu Zasad, zwanych też Dziesięcioraką Ścieżką do Boskości. Brzmią one następująco:
1. Kochaj i działaj na korzyść własnej ojczyzny, jednak nigdy nie dyskryminuj innych narodów
2. Szanuj wszystkie religie, bo każda jest ścieżką do Boga
3. Kochaj wszystkich jednakowo, bo ludzkość stanowi jedną wspólnotę
4. Utrzymuj w czystości swój dom i otoczenie; przyniesie to zdrowie i radość tobie oraz społeczeństwu
5. Opiekuj się chorymi, starszymi i słabszymi. Dostarczaj im jedzenia, miłości i ochrony. Jest to lepsze od dawania pieniędzy żebrakom, gdyż nie pobudza to w nich lenistwa i naucza ich, aby byli samowystarczalni.
6. Nie oferuj ani nie przyjmuj łapówek
7. Nie rozwijaj w sobie zazdrości, nienawiści ani zawiści
8. Bądź samowystarczalny
9. Przestrzegaj prawa świeckiego oraz bądź przykładnym obywatelem
10. Kochaj Boga, a nienawidź grzechu.

Treść tych zasad nie jest formalnie ustalona, natomiast znaczenie – tak.
Od członków Organizacji Sathya Sai oczekuje się odpowiedniego zachowania podczas spotkań w ośrodku lub grupie. Powinni przestrzegać wegetarianizmu oraz odnosić się z szacunkiem do innych członków Organizacji.

## Demografia
Według oficjalnej wersji Organizacji Sathya Sai istnieje 1200 ośrodków Sathya Sai Baba w 130 krajach na świecie. Organizacja Sathya Sai ma sześć milionów członków.

## Status prawny
Organizacja Sathya Sai (według zaleceń jej naczelników) generalnie nie powinna ubiegać o status prawny w kraju, którym się znajduje, chyba że prawo jasno tego wymaga. Zatem w wielu krajach Organizacja Sathya Sai nie jest nigdzie formalnie zarejestrowana. W Polsce legalnie zarejestrowany jest wyłącznie jeden z oddziałów Organizacji Sathya Sai – Stowarzyszenie Sathya Sai.